# Lycaena estonica
Lycaena estonica är en fjärilsart som beskrevs av Jacob Hübner. Lycaena estonica ingår i släktet Lycaena och familjen juvelvingar. Inga underarter finns listade i Catalogue of Life.